# Bulbophyllum antongilense
Bulbophyllum antongilense är en orkidéart som beskrevs av Rudolf Schlechter. Bulbophyllum antongilense ingår i släktet Bulbophyllum och familjen orkidéer. Inga underarter finns listade i Catalogue of Life.